# Асямов Сергій Олександрович
Сергій Олександрович Асямов (19 жовтня [1 листопада] 1907 року — 30 квітня 1942) — радянський льотчик, учасник Другої світової війни, командир повітряного корабля 746-го авіаційного полку 3-ї авіаційної дивізії дальньої дії, Герой Радянського Союзу (20.06.1942), майор.

## Біографія
Народився 19 жовтня (1 листопада) 1907 року в місті Красноярську в родині робітника. 
У Червоній армії В 1929-1933 роках і з червня 1941 року. По закінченні в 1931 році Єйського військово-морського авіаційного училища проходив службу в якості льотчика-інструктора, з 1933 року — льотчик Цивільного повітряного флоту, а з 1935 року — льотчик Лєнської авіаційної групи Головпівнморшляху.
На фронтах Другої світової війни з липня 1941 року. Член ВКП(б) з 1942 року.
Командир корабля 746-го авіаційного полку (3-я авіаційна дивізія дальньої дії) майор Сергій Асямов до січня 1942 року зробив сорок вісім успішних бойових вильотів. Його екіпаж скинув на ворога сто тонн бомб, завдавши йому значних втрат в живій силі і техніці, розкидав над територією, зайнятою противником, понад трьох мільйонів листівок.

### Загибель
У травні 1942 року літак Пе-8 доставив радянську делегацію на чолі з  наркомом закордонних справ СРСР  В. М. Молотовим для переговорів спочатку до Великої Британії, а потім до США. Летіти передбачалося через лінію фронту над територією, зайнятою німецькими військами. За кілька тижнів до польоту міністра закордонних справ СРСР, екіпаж Пе-8, під командуванням майора Асямова С. А., до складу якого також входив другий пілот  Е. К. Пуусепп, штурмани С. М. Романов і  А. П. Штепенко, бортінженери С. Н. Дмитрієв і А. Я. Золотарьов, здійснив "тренувальний" переліт з Москви до Англії, з метою перевірки його можливості і безпеки. 29 квітня літак прибув на шотландський аеродром Тілінг (Шотландія). 
30 квітня 1942 року пасажирський літак DH.95 Flamingo (R2764) з британським екіпажем відправився в Лондон. На борту літака, крім чотирьох членів екіпажу перебували два британських офіцера і чотири члени радянської військової місії. У польоті літак загорівся і розвалився на частини. Всі, хто знаходилися на борту, включаючи С. А. Асямова, загинули.
Указом Президії Верховної Ради СРСР від 20 червня 1942 року за зразкове виконання бойових завдань командування на фронті боротьби з німецько-фашистським загарбниками і проявлені при цьому мужність і героїзм майору Асямову Сергію Олександровичу посмертно присвоєно звання Героя Радянського Союзу.

## Нагороди
- Медаль «Золота Зірка» Героя Радянського Союзу (20.06.1942)
- Орден Леніна (20.06.1942)
- Орден Червоного Прапора
- Медаль "За трудову відзнаку"
- Медаль «За оборону Москви»

## Пам'ять
- Ім'ям Героя названі вулиці в селищі міського типу Зирянка Верхньоколимського улусу Якутії і бухта в морі Лаптєвих на півострові Таймир.
- У Хатанзі (Красноярський край) на вічному приколі стоїть малий криголам з паровим двигуном "Льотчик Асямов"[4].
- У британському селі Грейт Узберн (на півночі Великої Британії) у 2012 році відкрито меморіал пам'яті радянських льотчиків[2].